# Grand Ronde (CDP)
Grand Ronde és una concentració de població designada pel cens (CDP) a cavall dels comtats de Polk i Yamhill a l'estat d'Oregon. Segons el cens del 2000 tenia 271 habitants.

## Història
El 4 de gener de 1855 s'arranjà un tractat entre les diferents bandes de kalapuya i el Superintendent d'Afers Indis d'Oregon, Joel Palmer, que demanava que les diverses bandes es retiressin a una reserva que establiria el govern. Amb aquest propòsit, la reserva índia de Grand Ronde es va obrir el 30 de juny de 1857, abastant 60.000 acres al nord-oest del comtat de Polk i al sud-oest del comtats de Yamhill. Un cens realitzat el 1870 va informar només de 47 yamels i 36 luckiamutes a la reserva; l'any 1910 els yamel eren cinc, els luckiamutes, vuit. Al final del període històric, el poble kalapuya ja no existia com una entitat cultural i racial diferent.
La Spaulding-Miami Lumber Company creà i posseí la localitat pròpiament dita a principis de la dècada de 1920 com a part de les seves operacions de tala. . Es va construir una línia de ferrocarril i diversos edificis annexos, així com un hotel. Una branca del ferrocarril es dirigia cap al sud de la ciutat travessant Rock Creek i cap a la serralada costanera. L'electricitat arribà a la localitat el 1922 segons Lumber World Review, volum 42, publicat el gener de 1922.
Les Tribus Confederades de la Comunitat de Grand Ronde posseeixen i operen el casino Spirit Mountain, que aporta molts llocs de treball a l'àrea. El 1997 el casino va crear el Spirit Mountain Community Fund, que dóna suport a diverses organitzacions benèfiques tant al comtat de Polk com a tot Oregon amb els ingressos del casino. El gener de 2010, el CDP es va ampliar per incloure àrees situades dins del comtat de Yamhill.
Hi va haver comunicació sobre el nom de la ciutat entre la Junta Geogràfica d'Oregon i la Junta Geogràfica dels Estats Units a partir de 1919. Inicialment l'Estat demanava que la ciutat fos anomenada oficialment "Grande Ronde" mitjançant l'ortografia típica francesa (possiblement a causa de la història de la captura de pells canadencs francesos a la zona a través de la Companyia de la Badia de Hudson), encara que al llarg d'investigacions i correspondència que va durar fins a principis de la dècada de 1940, es va oficialitzar el nom actual "Grand Ronde".

## Demografia
Segons el cens del 2000 Grand Ronde tenia 271 habitants, 113 habitatges i 61 famílies. La densitat de població era de 161 habitants per km².
Dels 113 habitatges en un 29,2% hi vivien nens de menys de 18 anys, en un 31% hi vivien parelles casades, en un 14,2% dones solteres, i en un 46% no eren unitats familiars. En el 36,3% dels habitatges hi vivien persones soles el 6,2% de les quals corresponia a persones de 65 anys o més que vivien soles. El nombre mitjà de persones vivint en cada habitatge era de 2,4 i el nombre mitjà de persones que vivien en cada família era de 3,07.
Per edats la població es repartia de la següent manera: un 28,8% tenia menys de 18 anys, un 8,5% entre 18 i 24, un 29,9% entre 25 i 44, un 25,8% de 45 a 60 i un 7% 65 anys o més.
L'edat mediana era de 36 anys. Per cada 100 dones de 18 o més anys hi havia 107,5 homes.
La renda mediana per habitatge era de 23.929 $ i la renda mediana per família de 20.139 $. Els homes tenien una renda mediana de 19.722 $ mentre que les dones 21.583 $. La renda per capita de la població era de 13.538 $. Cap de les famílies i el 19,1% de la població estaven per davall del llindar de pobresa.

## Poblacions properes
El següent diagrama mostra les poblacions més properes.